# Feriados na Nigéria
Esta é uma lista de feriados da Nigéria
| Data                             | Nome                 |
| 1 de janeiro                     | Ano-Novo             |
| 1 de maio                        | Dia do Trabalhador   |
| 27 de maio                       | Dia da Criança       |
| 29 de maio                       | Dia da democracia    |
| 1 de outubro                     | Dia da Independência |
| 25 de dezembro                   | Dia de Natal         |
| 26 de dezembro ou 27 de dezembro | Boxing Day           |

## Feriados móveis
Os seguintes feriados são feriados públicos mas com  data variável, ocorrem segundo o seu calendário correspondente: 
| Data     | Nome                              |
| Abril    | Sexta-feira Santa                 |
| Abril    | Segunda-feira de Páscoa           |
| Abril    | Mulude                            |
| Outubro  | Eid al Fitr                       |
| Dezembro | Festa do Sacrifício (Eid al-Adha) |